# Grand Prix Mexika 1964
Grand Prix Mexika 1964 (oficiálně III Gran Premio de México) se jela na okruhu Autódromo Hermanos Rodríguez v Mexico City v Mexiku dne 25. října 1964. Závod byl desátým v a zároveň posledním v pořadí v sezóně 1964 šampionátu Formule 1.

## Závod
| Poř.   | No. | Jezdec          | Konstruktér    | Počet kol | Čas/Odstoupení    | Pořadí na startu | Body |
| ------ | --- | --------------- | -------------- | --------- | ----------------- | ---------------- | ---- |
| 1      | 6   | Dan Gurney      | Brabham-Climax | 65        | 2:09:50.32        | 2                | 9    |
| 2      | 7   | John Surtees    | Ferrari        | 65        | + 1:08.94         | 4                | 6    |
| 3      | 8   | Lorenzo Bandini | Ferrari        | 65        | + 1:09.63         | 3                | 4    |
| 4      | 2   | Mike Spence     | Lotus-Climax   | 65        | + 1:21.86         | 5                | 3    |
| 5      | 1   | Jim Clark       | Lotus-Climax   | 64        | Motor             | 1                | 2    |
| 6      | 18  | Pedro Rodríguez | Ferrari        | 64        | + 1 kolo          | 9                | 1    |
| 7      | 9   | Bruce McLaren   | Cooper-Climax  | 64        | + 1 kolo          | 10               |      |
| 8      | 4   | Richie Ginther  | BRM            | 64        | + 1 kolo          | 11               |      |
| 9      | 10  | Phil Hill       | Cooper-Climax  | 63        | Motor             | 15               |      |
| 10     | 17  | Moisés Solana   | Lotus-Climax   | 63        | + 2 kola          | 14               |      |
| 11     | 3   | Graham Hill     | BRM            | 63        | + 2 kola          | 6                |      |
| 12     | 11  | Innes Ireland   | BRP-BRM        | 61        | + 4 kola          | 16               |      |
| 13     | 23  | Hap Sharp       | Brabham-BRM    | 60        | + 5 kol           | 19               |      |
| Ret    | 15  | Chris Amon      | Lotus-BRM      | 46        | Převodovka        | 12               |      |
| Ret    | 5   | Jack Brabham    | Brabham-Climax | 44        | Elektronika       | 7                |      |
| Ret    | 14  | Mike Hailwood   | Lotus-BRM      | 12        | Přehřátí          | 17               |      |
| Ret    | 22  | Jo Siffert      | Brabham-BRM    | 11        | Palivové čerpadlo | 13               |      |
| Ret    | 16  | Jo Bonnier      | Brabham-Climax | 9         | Zavěšení          | 8                |      |
| Ret    | 12  | Trevor Taylor   | BRP-BRM        | 6         | Přehřátí          | 18               |      |
| Zdroj: |     |                 |                |           |                   |                  |      |

## Konečné pořadí po závodě
Pohár jezdců
|        | Pořadí | Jezdec          | Body    |
| ------ | ------ | --------------- | ------- |
| 1      | 1      | John Surtees    | 40      |
| 1      | 2      | Graham Hill     | 39 (41) |
|        | 3      | Jim Clark       | 32      |
| 1      | 4      | Lorenzo Bandini | 23      |
| 1      | 5      | Richie Ginther  | 23      |
| Zdroj: |        |                 |         |

Pohár konstruktérů
|        | Pořadí | Konstruktér    | Body    |
| ------ | ------ | -------------- | ------- |
|        | 1      | Ferrari        | 45 (49) |
|        | 2      | BRM            | 42 (51) |
|        | 3      | Lotus-Climax   | 37 (40) |
|        | 4      | Brabham-Climax | 30      |
|        | 5      | Cooper-Climax  | 16      |
| Zdroj: |        |                |         |